# Túnel de Chão de Maçãs
El túnel de Chão de Maçãs es una infraestructura ferroviaria situada en la Línea del Norte, que permite el tránsito de las composiciones ferroviarias entre las estaciones de Caxarias y Chão de Maçãs (Gare) en Figueira da Foz, en la localidad de Chão de Maçãs, Sabacheira, Tomar.

## Características
Inaugurado en 1864, el túnel de Chão de Maçãs tiene cerca de 650 metros, dos vías y es uno de los quince mayores túneles ferroviarios del país.